# Servizi sociali
Per servizi sociali si intendono gli strumenti per garantire assistenza a persone in difficoltà in un sistema di Stato sociale. Il problema della definizione è spesso stato dibattuto in quanto a livello internazionale non ne esiste una univoca. All'attività è preposto un assistente sociale.
Si occupano di consulenza e supporto, richiesta di assistenza economica, domiciliare e abitativo e richiesta di accesso residenziali e semiresidenziali.
Inoltre si occupano delle attività di orientamento dei servizi e attività di accompagnamento (servizi di accompagnamento).

## Caratteristiche
Essi costituiscono tutela e garanzia dei diritti sociali fondamentali alla base del welfare che consistono ai cittadini prestazioni dello stato garantendo il principio costituzionale di eguaglianza sostanziale. grazie alle politiche sociali

## Nel mondo

### Italia
La fondamentale definizione di "servizi alla persona e alla comunità" è contenuta nel d.lgs. 31 marzo 1998, n. 112 che ne individua l'articolazione interna: tutela della salute (articoli 112-127); servizi sociali (articoli 128-134); istruzione scolastica (articoli 135-139); formazione professionale (articoli 140-147); beni e attività culturali (articoli 148-155); spettacolo (articolo 156); sport (articolo 157). La legge quadro sui servizi sociali è la seguente: legge 8 novembre 2000, n. 328, che prevede che la programmazione e l'organizzazione sia a cura degli enti locali italiani e delle regioni italiane, nonché prevede le tipologie di servizi erogabili, anche col coinvolgimento dei privati e dei soggetti operanti nel campo del no profit.
Una definizione della attività di "servizio sociale" è stata data nel 1987:
- alla rimozione delle cause del bisogno, infatti, ne ricerca la soluzione tramite un rapporto interrelazionale e l’uso delle risorse personali e sociali indirizzati a promuovere la piena e autonoma realizzazione delle persone;
- a facilitare il rapporto cittadino - istituzioni;
- a collegare il bisogno dei singoli al sistema dei servizi e viceversa e contribuisce ai processi di modifica delle istituzioni prevalentemente considerate nell’ambito dei servizi sociali.[1]»

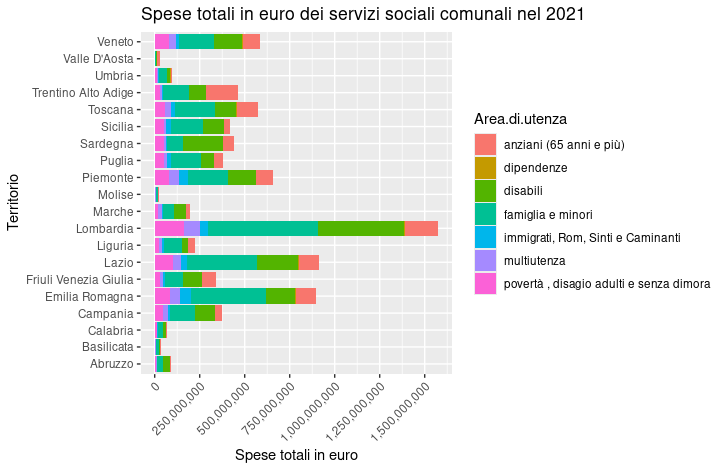
Fonte : [https://rpubs.com/lovepeacejoy404/servizi_sociali_comunali Utenti e spese dei servizi sociali comunali italiani nel 2021

Ogni comune italiano è tenuto per legge a fornire ai propri cittadini una serie di servizi sociali mirati ad assistere le fasce più deboli e vulnerabili della popolazione. Questi servizi rappresentano l'attuazione a livello locale di politiche sociali nazionali e regionali.
Le aree di utenza che usufruiscono di tali servizi sono:
- disabili
- dipendenze
- anziani (65 anni e più)
- famiglia e minori
- immigrati, Rom, Sinti e Caminanti
- povertà , disagio adulti e senza dimora
- multiutenza

Per accedere a questi servizi i cittadini devono rivolgersi ai servizi sociali del proprio comune di residenza e presentare un'apposita richiesta. I servizi vengono erogati previa valutazione della situazione da parte di assistenti sociali sulla base delle effettive necessità e del reddito del nucleo familiare tramite ISEE.